# Refugiados palestinos
El término refugiados palestinos se refiere a la población de exiliados de origen palestino que dejó sus hogares tradicionales durante la guerra árabe-israelí de 1948 y a lo largo del conflicto árabe-israelí. Los palestinos que quedaron dentro del Estado de Israel y adquirieron la ciudadanía son oficialmente árabes israelíes.

## Terminología
La definición más común es la utilizada por la Agencia de Naciones Unidas para los Refugiados de Palestina en Oriente Próximo (UNRWA),  para la que son refugiadas oficialmente «las personas cuyo lugar de residencia habitual, entre junio de 1946 y mayo de 1948, era la Palestina histórica –o lo que es el territorio del Estado de Israel en 1947, según el plan de partición de la ONU, sumado a los territorios de Cisjordania y la Franja de Gaza— y que perdieron sus casas y medios de vida como consecuencia de la guerra árabe-israelí de 1948». Los descendientes de esta población son también considerados refugiados por la Agencia.
Pero esta definición no define el estatus de un refugiado palestino, y solo sirve como criterio para que estos puedan recibir asistencia de la UNRWA en las zonas donde opera: la Franja de Gaza, Cisjordania, Siria, Líbano y Jordania. Los refugiados palestinos no registrados ni atendidos por la UNRWA son protegidos por el Alto Comisionado de las Naciones Unidas para los Refugiados (ACNUR) y les amparan las disposiciones de la Convención sobre el Estatuto de los Refugiados de 1951. La Organización por Unidad Africana (hoy Unión Africana) desarrolló otra definición importante «El término de refugiado se aplica también para toda persona que, debido a una agresión externa, ocupación, dominación extranjera o eventos que afecten seriamente el orden público en una parte de su país de origen o de nacionalidad, es forzado a buscar refugio en otros lugares fuera de su país de origen o de nacionalidad (Melander 1981)». De aquí que se diga que esta definición es más amplia que la de las Naciones Unidas porque describe a los refugiados como sujetos que huyen del dolor y no huyen debido a problemas personales con su gobierno. 

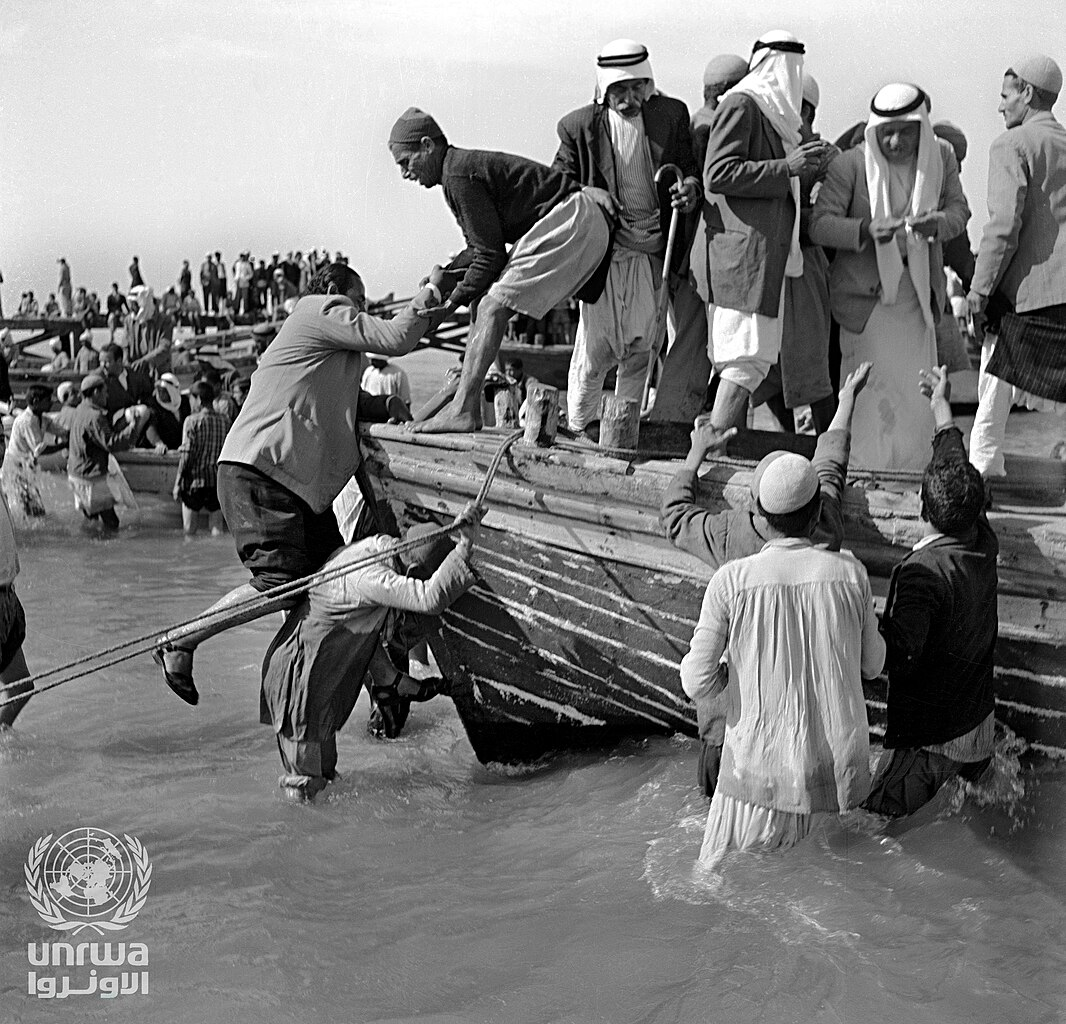
Refugiados palestinos subiendo en embarcaciones pesqueras durante la Nakba

Históricamente, se debe partir del hecho de que a finales del siglo XIX, el 94% de la población de los territorios que estaban a punto de convertirse en el Mandato británico de Palestina eran árabes (musulmanes y cristianos). Los judíos, a finales del siglo XIX,  representaban el 6% de la población (aproximadamente 25.000 personas) y no tenían una ambición política, puesto que llegaban a Palestina para rezar y morir en la tierra sagrada. El nacimiento del sionismo, que preconizaba la emigración judía a Palestina para la creación de un estado judío, unido a la persecución religiosa de la que los judíos fueron víctimas en Europa en la primera mitad del siglo XX, generaron una masiva inmigración judía a tierras palestinas. Los crecientes conflictos interétnicos entre los árabes nativos y los inmigrantes judíos (olim) acabaron derivando en una guerra civil, el plan de partición de las Naciones Unidas, la retirada de las tropas británicas del Mandato y el estallido de la guerra árabe-israelí de 1948. La victoria israelí en dicho conflicto vino acompañada de la expulsión de la población nativa en numerosos lugares y de la huida masiva del resto de las localidades árabes (hasta dos tercios de la población árabe-palestina tuvieron que huir de sus hogares). El éxodo palestino que se dio entre los años 1947 y 1951 consistió en cuatro oleadas ocurridas hasta el 1949 y la quinta durante 1950. El número total de aquellos refugiados fue superior a 700.000. (Morris, 1978: 229-236; Pappé, 1994: 89).

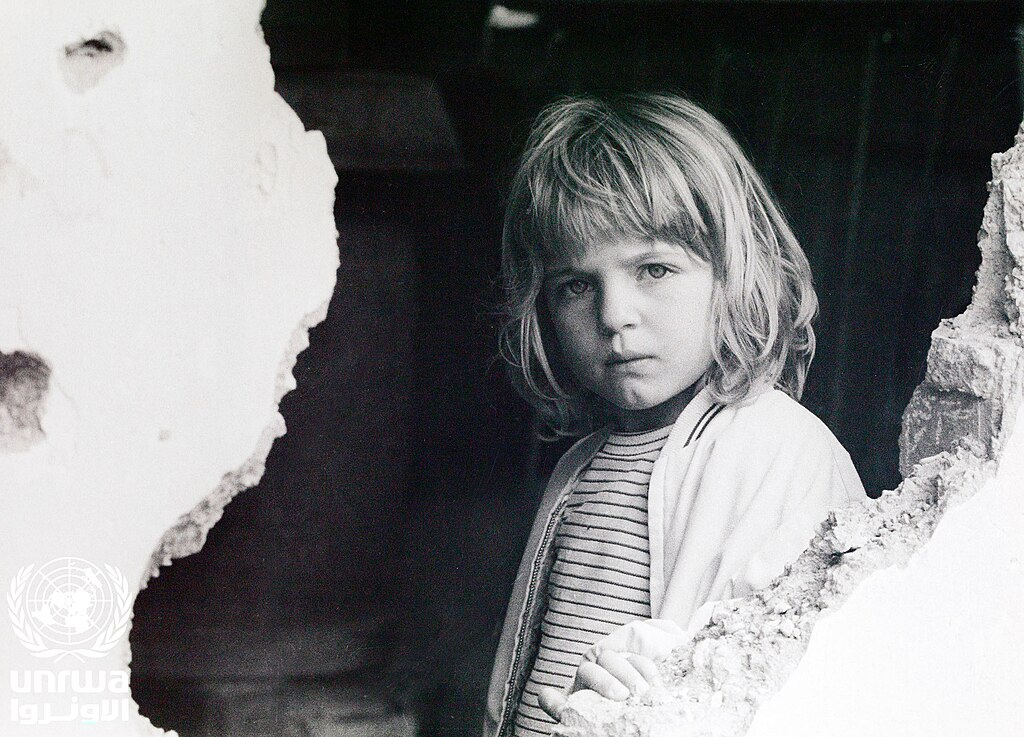
Niña palestina en el campamento de Rashidieh, en 1979

Como resultado de los acontecimientos posteriores a la guerra árabe-israelí de 1948, como la guerra de los Seis Días de 1967, las Naciones Unidas y sus distintos organismos realizaron una separación entre los palestinos de 1948 y los de 1967. Denominaron «desplazados» a estos últimos, ya que la Convención de 1951 solo reconoce como refugiado a quien ha «cruzado una frontera estatal reconocida internacionalmente» y se halla fuera de su país. Por su parte la UNRWA, cuya misión se limita a los refugiados de un período determinado, tampoco considera refugiados a los palestinos desplazados entre 1949 y 1967, ni a los palestinos que dejaron o fueron obligados a dejar su lugar de residencia como consecuencia de la guerra de los Seis Días. Al no ser protegidos por otras agencias de la ONU, estos desplazados internos de 1967 se incluyen en la Convención de 1951 sobre el estatuto de los refugiados.
Hay un elemento que es importante resaltar y es el del concepto de la repatriación, que debe ser analizado a la luz de cinco elementos: el aspecto legal; las clases y el rango de la repatriación; las causas de su huida y su efecto en la repatriación; la posición del país que acoge al refugiado; la postura del país de origen y de la comunidad internacional; y el significado ambiguo del retorno.

## Repartición geográfica

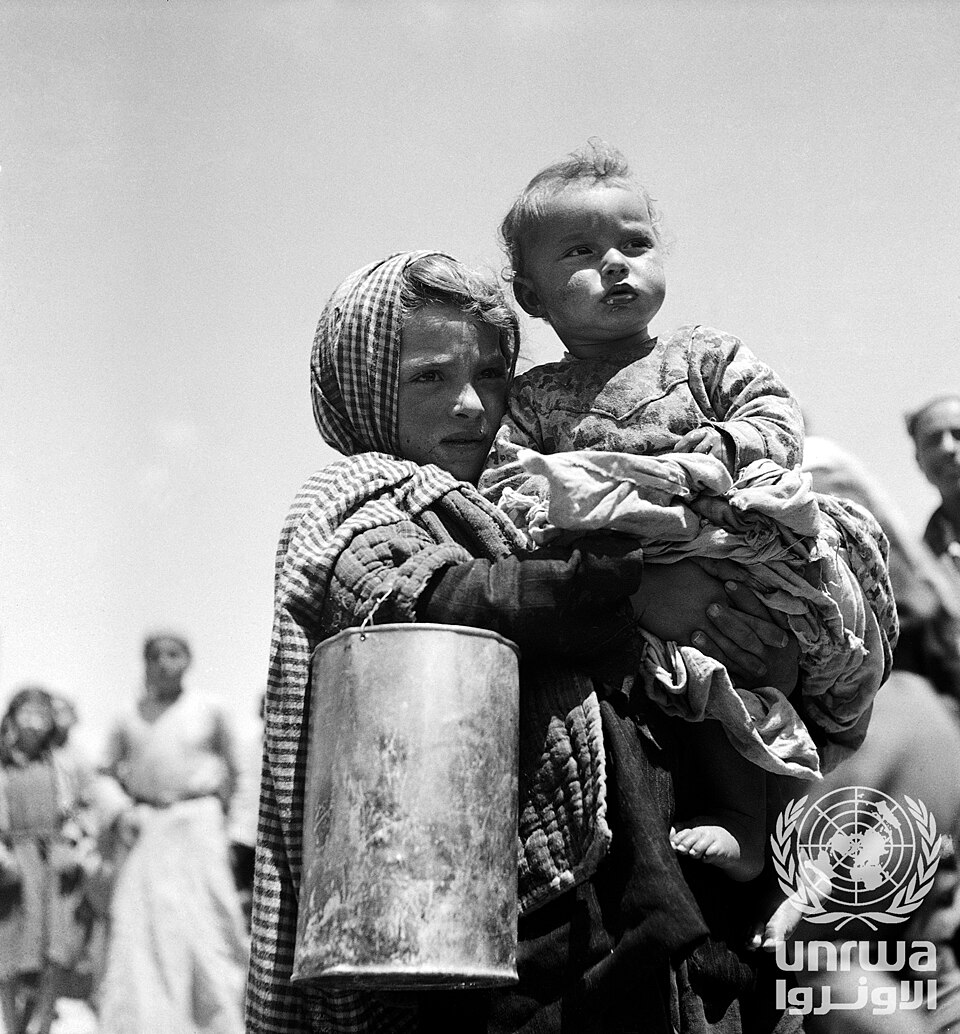
Niños refugiados palestinos esperando una ración de comida durante la Nakba (1948-49).

En 2013, la UNRWA tiene registrados en los países donde opera a más de 5 millones de refugiados de Palestina, de los que casi un tercio –más de 1,4 millones— viven en 58 campamentos de refugiados. El país con mayor cantidad de refugiados palestinos es Jordania con 2.090.762 refugiados, seguido de Siria con 518.949, y el Líbano con 470.604. En los territorios palestinos, la mayor parte de los habitantes de la Franja de Gaza son refugiados (1.241.794 sobre una población total de aproximadamente 1.500.000 personas). En Cisjordania residen 886.716 refugiados registrados; una cuarta parte vive repartida en 19 campamentos, y otros muchos lo hacen en las ciudades y en los pueblos.
En 2005, ACNUR contabilizó 349.673 refugiados procedentes de los Territorios Palestinos en otros países, acogidos principalmente por Arabia Saudí (240.015), Egipto (70.255), Libia (8.873), Argelia (4.005) e Irak (22.698).

## Estatus y condiciones de vida
Los refugiados palestinos residentes en la Franja de Gaza y en Cisjordania son políticamente y administrativamente regidos por la Autoridad Nacional Palestina que les incluye en sus estadísticas de población. En cuanto a los palestinos refugiados en países árabes, su estatus varía según el país de acogida. En Jordania, disfrutan de la ciudadanía plena, a excepción de los casi 140.000 refugiados oriundos de Gaza. En Siria, disfrutan de los mismos derechos y privilegios que los ciudadanos sirios, pero sin tener la ciudadanía. En el Líbano se les niegan derechos sociales y civiles, y tienen un acceso muy limitado a los servicios públicos, por lo que la mayoría depende enteramente de los servicios de UNRWA para satisfacer sus necesidades.
Los refugiados palestinos han sufrido en muchos casos severos problemas sociales y crisis humanitarias viviendo en condiciones miserables en muchos países anfitriones así como dedicándose generalmente a empleos de baja calidad y poca remuneración. En 1970 tuvo lugar el conflicto del Septiembre Negro en Jordania. En el Líbano, los palestinos estuvieron involucrados en la guerra civil libanesa, siendo atacados por las Falanges Libanesas en la llamada masacre de Sabra y Chatila, realizada por milicianos cristianos maronitas y aliados de Israel durante ese conflicto. Este ataque fue en respuesta a la Masacre de Damour en la que milicianos palestinos atacaron y asesinaron a la población civil de la ciudad cristiana y entre las víctimas se encontraba el jefe de los cristianos maronitas Elie Hobeika y su familia.